# Biserica ortodoxă sârbească Adormirea Maicii Domnului din Sânnicolau Mare
Biserica ortodoxă sârbească Adormirea Maicii Domnului din Sânnicolau Mare este un monument istoric aflat pe teritoriul orașului Sânnicolau Mare.